# Benteler
Benteler International AG er en tysk-østrigsk producent af bilteknik og stålrør. Virksomheden ejes af tyske familien Benteler og har siden 2010 haft hovedkvarter i Salzburg, Østrig.
Carl Benteler åbnede i 1876 en jernvarehandel i Bielefeld, som i 1908 blev overtaget af sønnen Eduard Benteler. Eduard købte i 1916 en maskinfabrik og i 1918 påbegyndtes en produktion af stålrør.
I 1977 producerede de de første bilaksler som underleverandører til bilindustrien.
I hallerne i den tidligere Paderborn-Mönkeloh militærlufthavn producerede Benteler den lille bil "Champion", designet af designeren Hermann Holbein, som nåede omkring 2.000 enheder fra 1949 til 1952. 
I 2022 havde virksomheden 87 afdelinger i 26 lande med i alt 23.000 ansatte og en årlig omsætning 8,954 mia. euro.